# Morze Trzcin
Morze Trzcin lub Morze Sitowia – miejsce biblijne, w którym miało nastąpić przejście przez Morze Czerwone.

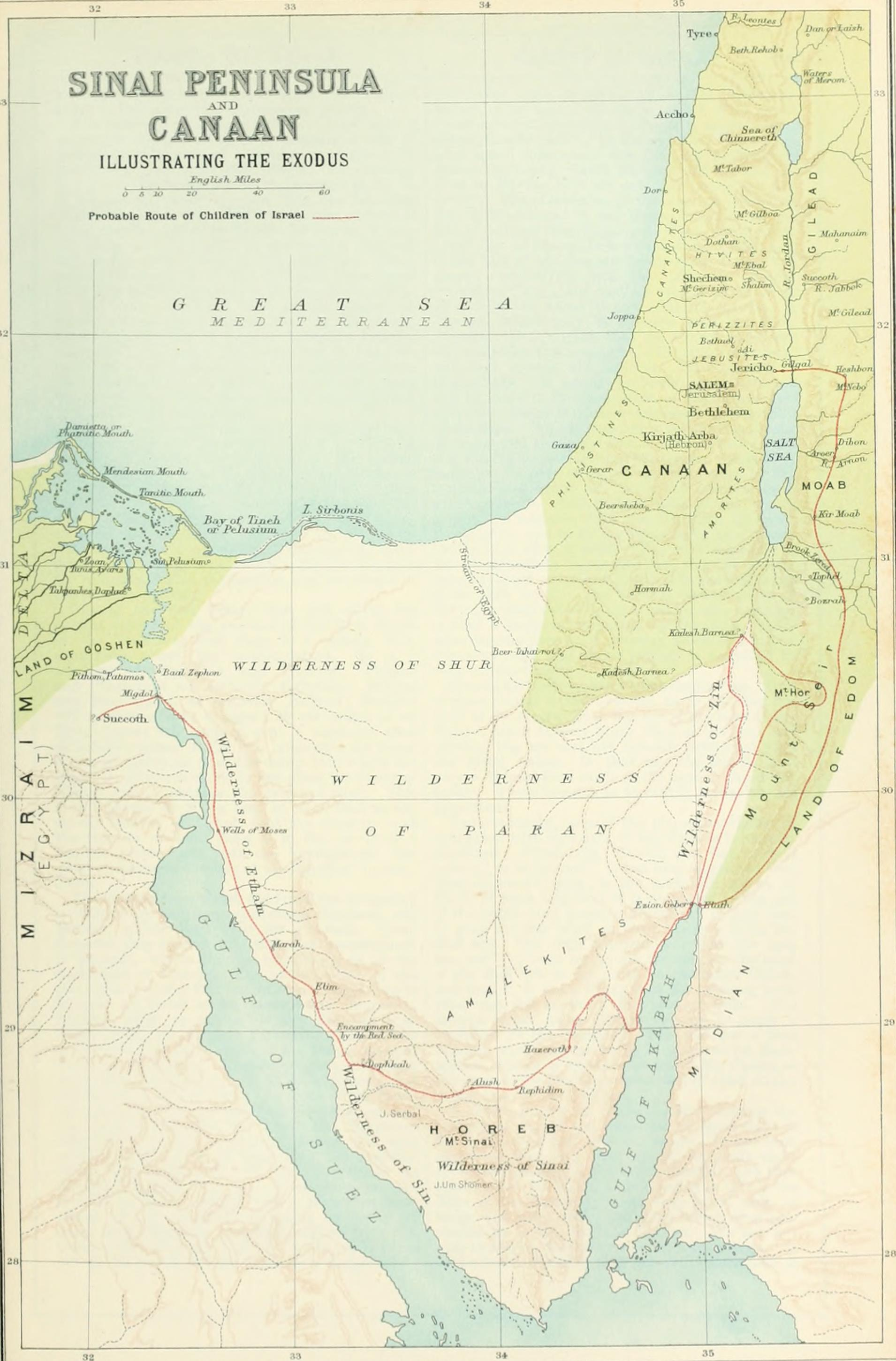
Jedna z rekonstrukcji drogi Izraelitów, przedstawiająca Morze Trzcin jako głęboko wpuszczoną w ląd zatokę Morza Czerwonego

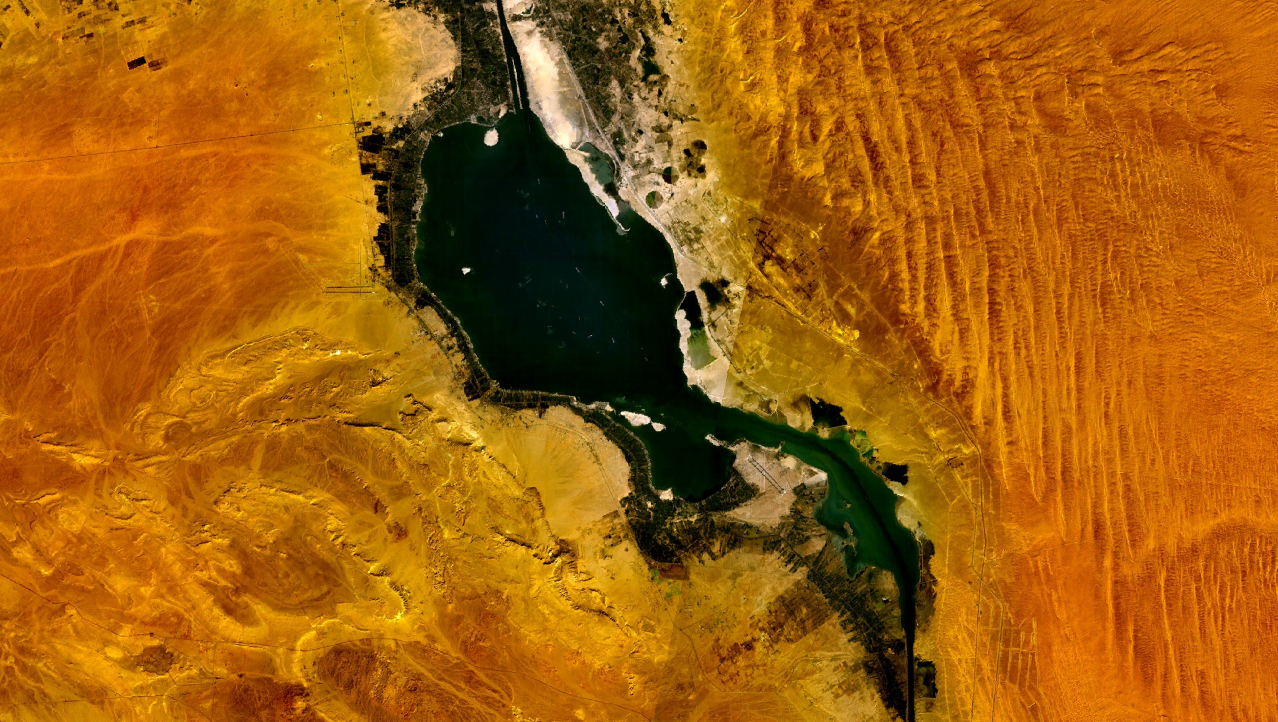
Współczesna postać Wielkiego Jeziora Gorzkiego

Według opisu z Księgi Wyjścia w trakcie wychodzenia Izraelitów z Egiptu dotarli oni nad morze leżące w pobliżu miejsc Pi-Hachirot i Baal-Sefon, niedaleko Migdol. W tym miejscu doścignęły ich wojska Egipcjan. Na skutek interwencji Boga wschodni wiatr rozwiał wody morza tak, że otwarła się droga pomiędzy wodami, którą Izraelici uszli przed Egipcjanami. Wojsko egipskie podążyło za nimi, ale wody powróciły na miejsce, zatapiając pościg (Wj 14).
Hebrajski tekst mówi o ים סוף (Jam Suf, Yam Suf), co oznacza 'morze trzcin' lub 'morze sitowia'. Natomiast tłumacze Biblii Hebrajskiej tworzący Septuagintę użyli postaci Ερυθρά Θάλασσα (Erythrá Thálassa), czyli 'morze czerwone'. Stąd w wersjach Biblii opartych na tym tłumaczeniu, m.in. w Biblii Tysiąclecia, przyjęła się ta nazwa. W związku z tym w tradycji miejsce przejścia Izraelitów przez morze umiejscawia się w obrębie Morza Czerwonego, a raczej należącej do niego Zatoki Sueskiej.
Niektórzy współcześni bibliści zauważają, że wody Morza Czerwonego są zbyt słone dla rozwoju szuwaru, a nazwa morze nie musi oznaczać części oceanu, lecz dowolny większy zbiornik wodny, więc przyjmują, że Morze Trzcin oznaczało mokradło śródlądowe, zasilane wodami słodkimi. Istnieją różne hipotezy co do jego umiejscowienia. Zgodnie z opisem biblijnym powinno leżeć między Nilem a półwyspem Synaj. Niektórzy utożsamiają je z zachowanymi do dziś jeziorami Buhajrat al-Manzila lub Bardawil leżącymi blisko Morza Śródziemnego. Inni, w tym Waldemar Chrostowski, umiejscawiają w systemie mokradłowym Jezior Gorzkich, które kiedyś zajmowały znaczną część Przesmyku Sueskiego, a obecnie pozostały w systemie Kanału Sueskiego jako Małe Jezioro Gorzkie i Wielkie Jezioro Gorzkie. 
Niektórzy badacze twierdzą, że Morze Trzcin to metafora szeolu, do którego Jahwe strąca swoich przeciwników, a historia przejścia Izraelitów przez nie jest fikcyjna.